# John Parlett
John Parlett (Reino Unido, 19 de abril de 1925 - 8 de marzo de 2022) fue un atleta británico especializado en la prueba de 800 m, en la que consiguió ser campeón europeo en 1950.

## Carrera deportiva
En el Campeonato Europeo de Atletismo de 1950 ganó la medalla de oro en los 800 metros, llegando a meta en un tiempo de 1:50.5 segundos que fue récord de los campeonatos, por delante del francés Marcel Hansenne (plata con 1:50.7 segundos) y de su compatriota también británico Roger Bannister (bronce con 1:50.7 segundos).